# Доброволец (Московская область)
Доброволец — деревня в Талдомском районе Московской области России. Входит в состав городского поселения Северный. Население — 41 чел. (2010).

## География
Расположена в центральной части района, примерно в 6 км к востоку от центра города Талдома. Западнее проходит региональная автодорога Р112. Ближайшие населённые пункты — посёлок городского типа Северный, деревни Пенкино и Юркино.

## Население
| 2002 | 2006 | 2010 |
| ---- | ---- | ---- |
| 20   | ↗23  | ↗41  |

## История
Основана в конце 1920-х годов.
Решением Мособлисполкома № 206 от 15 февраля 1952 года из ликвидированного Ахтимнеевского сельсовета селение было передано Припущаевскому сельсовету.
15 апреля 1992 года решением Малого совета Московского областного совета народных депутатов административный центр Припущаевского сельсовета был перенесён в деревню Юркино, а сельсовет переименован в Юркинский.
В 1994 году Московской областной думой было утверждено положение о местном самоуправлении в Московской области, сельские советы как административно-территориальные единицы были преобразованы в сельские округа.
1994—2006 год — деревня Юркинского сельского округа Талдомского района.
С 2006 года — деревня городского поселения Северный Талдомского района Московской области.